# Stephen Pollard
Pour les articles homonymes, voir Pollard.
Stephen Pollard
Stephen Pollard né le 18 décembre 1964 à Londres, Royaume-Uni  est un écrivain et journaliste britannique. Il est l'éditeur de The Jewish Chronicle.

## Carrière
Il est un partisan des réformes de la fonction publique fondées sur le marché. Il était l'un des fondateurs signataires, en 2005, de la Henry Jackson Society, un groupe de réflexion britannique sur la politique étrangère
En novembre 2008, il est devenu rédacteur en chef de The Jewish Chronicle.

## Essais
- David Blunkett, Hodder & Stoughton, 2004.
- Ten Days That Changed The Nation: The Making Of Modern Britain, Simon & Schuster, 2009.
- Falling Off A Clef: The Lives and Bizarre Deaths of Great Composers, The Robson Press, 2014.